# Stryckmellan
Stryckmellan är en sjö i Luleå kommun i Norrbotten och ingår i Råneälvens huvudavrinningsområde. Sjön har en area på 0,337 kvadratkilometer och ligger 15,1 meter över havet. Sjön avvattnas av vattendraget Råneälven.

## Delavrinningsområde
Stryckmellan ingår i det delavrinningsområde (733608-177974) som SMHI kallar för Inloppet i Niemiselet. Medelhöjden är 50 meter över havet och ytan är 2,43 kvadratkilometer. Räknas de 235 avrinningsområdena uppströms in blir den ackumulerade arean 3 915,56 kvadratkilometer. Avrinningsområdets utflöde Råneälven mynnar i havet. Avrinningsområdet består mestadels av skog (53 procent) och jordbruk (13 procent). Avrinningsområdet har 0,31 kvadratkilometer vattenytor vilket ger det en sjöprocent på 12,8 procent.